# National Anthem
National Anthem – singel amerykańskiej piosenkarki Lany Del Rey, wydany 6 lipca 2012 roku nakładem wytwórni fonograficznej Polydor Records. Singel został wydany w celach promujących album Born to Die, który na rynku ukazał się 30 stycznia 2012 roku. 
Kompozycja została napisana przez Justin Parker oraz samą wokalistkę.

## Listy utworów i formaty singla
Digital Single
1. „National Anthem” – 3:50
2. „National Anthem” (Fred Falke Remix Edit) – 3:46
3. „National Anthem” (Tensnake Remix) – 3:43
4. „National Anthem” (Afterlife Remix) – 3:48

Single CD, 7"
1. „National Anthem” – 3:50
2. „National Anthem” (Breton Labs Remix) – 5:23

## Pozycje na listach
| Lista przebojów                    | Pozycja |
| ---------------------------------- | ------- |
| Belgia (Ultratop 50)               | 40      |
| Francja (SNEP)                     | 152     |
| Wielka Brytania (UK Singles Chart) | 92      |

## Certyfikaty i sprzedaż
| Kraj                     | Certyfikat      | Sprzedaż   |
| ------------------------ | --------------- | ---------- |
| Stany Zjednoczone (RIAA) | platynowa płyta | 1 000 000+ |
| Wielka Brytania (BPI)    | srebrna płyta   | 200 000+   |